# Dzsauf kormányzóság (Jemen)

Dzsauf kormányzóság elhelyezkedése Jemenen belül

El-Dzsauf kormányzóság (arabul محافظة الجوف [Muḥāfaẓat al-Ǧawf]) Jemen huszonegy kormányzóságának egyike. Az ország északi részén fekszik. Északon Szaúd-Arábia, keleten Hadramaut, délen Marib, délnyugaton Szanaa, nyugaton Amrán, északnyugaton pedig Szaada kormányzósággal határos. Székhelye el-Dzsauf városa. Területe 46 170 km², népessége a 2004-es népszámlálási adatok szerint 443 797 fő.

## Fordítás
Ez a szócikk részben vagy egészben  a   Governorates of Yemen című angol Wikipédia-szócikk ezen változatának fordításán alapul.  Az eredeti cikk szerkesztőit annak laptörténete sorolja fel. Ez a jelzés csupán a megfogalmazás eredetét és a szerzői jogokat jelzi, nem szolgál a cikkben szereplő információk forrásmegjelöléseként.